# Isla del Puerto
La Isla del Puerto (en japonés:ポートアイランド Pōto Airando; también conocida como Port Island) es una isla artificial de 436 hectáreas en Chuo-ku, Kobe, Japón. Fue construido entre 1966 y 1981 en el Puerto de Kobe, y oficialmente se abrió con una exposición denominada "Portopia '81." En la actualidad alberga un helipuerto, numerosos hoteles, un gran centro de convenciones, el Museo del Café de la UCC, una tienda de IKEA, y varios parques.
Un sistema de transporte automatizado conecta la Isla con la estación de Sannomiya y el aeropuerto de Kobe.
La isla se hizo a partir de Tierras ganadas al mar usando lo extraído de las Montañas Rokko. La primera fase de la construcción en 1966 la Isla del Norte, se completó en 1981, con una superficie total de 436 hectáreas. La Segunda fase de construcción, llamada la Isla del Sur empezó en 1987, y fue completada en 2005, con una superficie total de 390 hectáreas. 